# Uwe Wilhelm

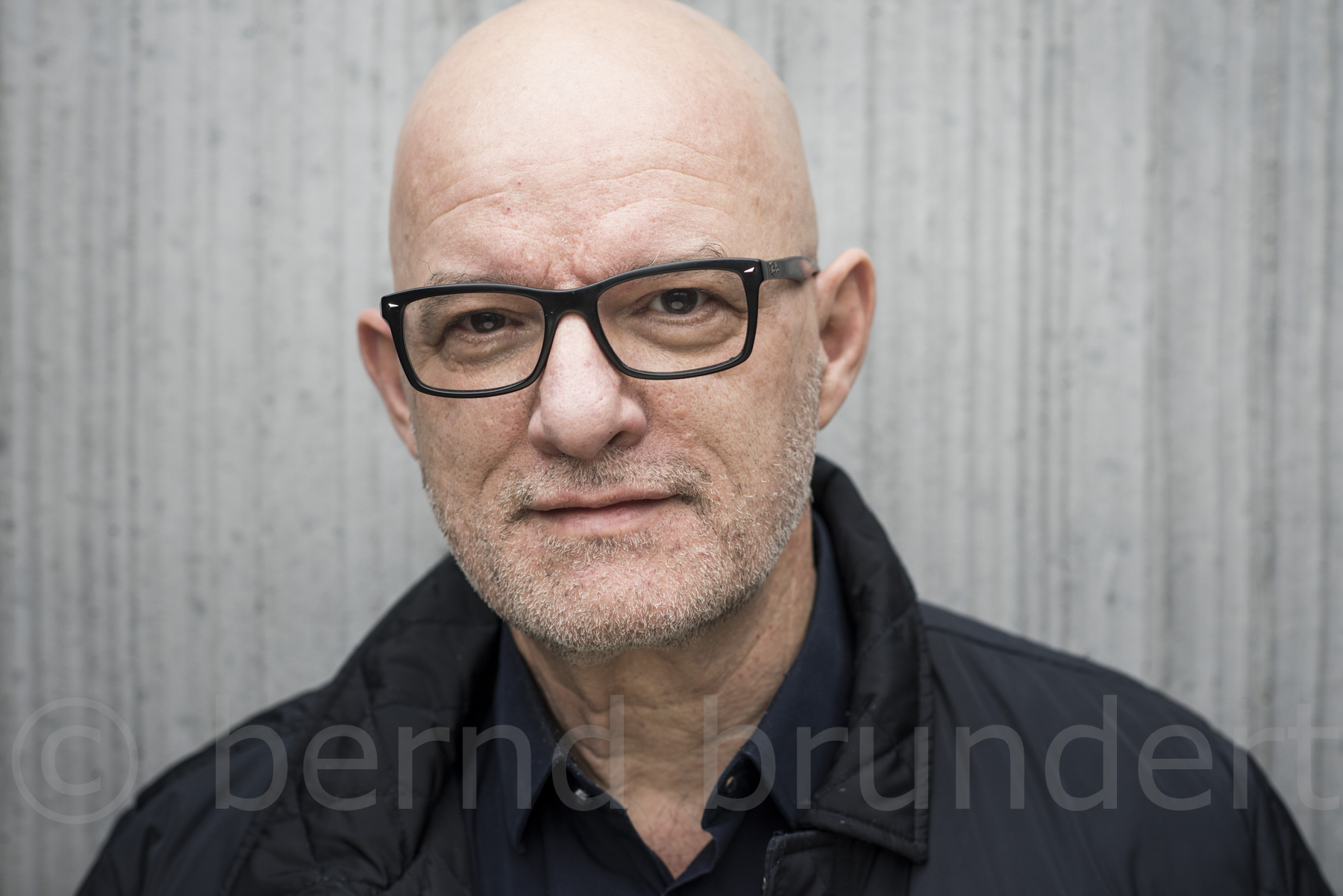
Uwe Wilhelm (2020)

Uwe Wilhelm (* 28. März 1957 in Hanau) ist seit 1987 Autor für Drehbücher, Theaterstücke, Romane und Sachbücher. Von 1999 bis 2003 war er zudem als Produzent tätig. Von April 2012 bis August 2013 war er Mitglied der Piratenpartei und schrieb das Enthüllungsbuch Piraten, Auslaufen zum Kentern. Uwe Wilhelm lebt in Berlin.

## Leben
Uwe Wilhelm hat 1975 an der Hohen Landesschule in Hanau sein Abitur absolviert. Von 1978 bis 1981 studierte er an der Johann Wolfgang Goethe-Universität Frankfurt am Main Germanistik. 1981 wechselte er für ein Schauspielstudium an die Folkwang-Hochschule der Künste, das er 1984 abschloss. Nach einem Gastspiel am Stadttheater Essen ging er für zwei Spielzeiten an das Niedersächsische Staatstheater Hannover und spielte zudem Gastrollen am Berliner Stükke-Theater.

### Werk
In 25 Jahren im Filmgeschäft hat Uwe Wilhelm mehr als 120 Drehbücher u. a. für Bernd Eichinger, Til Schweiger, Katja Riemann und Jürgen Vogel geschrieben. Darunter Tatort und Polizeiruf 110, die Kinofilme Bandits, Sass und Friendship. Außerdem Theaterstücke, u. a. Fritz! (über Friedrich den Großen), UA Theater Potsdam. Es ist bei Blanvalet die dreiteilige Reihe um die Staatsanwältin Helena Faber erschienen. Bei Piper hat Uwe unter dem Pseudonym Lucas Grimm zwei Bände über den Journalisten David Berkoff verfasst. Zusammen mit Sven Felix Kellerhoff und Martin Lutz entstanden unter dem Pseudonym Lutz Wilhelm Kellerhoff bei Ullstein Die Tote Im Wannsee, ein Kriminalroman über die Studentenunruhe im Jahr 1968, sowie Teufelsberg über den geplanten Anschlag auf das Jüdische Gemeindehaus in der Fasanenstraße. 2022 wird der dritte Band Die Patin vom Kudamm über die Schießerei in der Berliner Bleibtreustraße erscheinen. Außerdem hat Uwe 2021 bei Ullstein 2,5 Grad – Der Untergang der Welt, einen Roman mit dem Thema Klimakatastrophe herausgebracht. Im Juni 2021 ist Die Morgenröte über einen Putsch im Vorfeld der Bundestagswahl im September 2021 erschienen.

## Romane
- Begierde. Chichili agency-satzweiss, 2011
- Nach dem Schmerz. Piper, 2017 (Unter dem Pseudonym Lucas Grimm)
- Die 7 Farben des Blutes. Blanvalet, 2017
- In den Tod. Piper, 2018
- Die 7 Kreise der Hölle. Blanvalet, 2018
- Die Tote im Wannsee. Ullstein 2019 (Unter dem Pseudonym Lutz Wilhelm Kellerhoff)
- Die 7 Gründe zu töten. Blanvalet 2019
- Die Frau mit den zwei Gesichtern Blanvalet 2020
- 2,5 Grad – morgen stirbt die Welt. Ullstein, 2020 (Unter dem Pseudonym Noah Richter)
- Teufelsberg. Ullstein, 2021 (Unter dem Pseudonym Lutz Wilhelm Kellerhoff)
- Die Morgenröte. Ullstein, 2021 (Unter dem Pseudonym Noah Richter)

## Drehbücher
- 1990: Das Geheimnis des gelben Geparden – Regie: Carlo Rola
- 1992: Im Himmel hört dich niemand weinen – Regie: Carlo Rola (Kinofilm)
- 1993: Die Hand – Regie: Carlo Rola
- 1994: König Midas – Regie: Klaus Emmerich
- 1995: Das Mädchen Rosemarie – Regie: Bernd Eichinger
- 1996: Die Halbstarken – Regie: Urs Egger
- 1996: Es geschah am hellichten Tag – Regie: Nico Hofmann
- 1997: Bandits – Regie: Katja von Garnier (Kinofilm)
- 1998: Cascadeur – Die Jagd nach dem Bernsteinzimmer (zus. mit Uwe Kossmann) – Regie: Hardy Martins (Kinofilm)
- 1998: Kalinka Maja – Regie: Werner Masten
- 1998: Ben & Maria – Liebe auf den zweiten Blick – Regie: Uwe Janson
- 1999: Männer sind wie Schokolade – Regie Uwe Wilhelm
- 1999: Fahr zur Hölle, Schwester – Regie: Carlo Rola
- 2001: Sass – Ko-Autor: Holger Karsten Schmidt – Regie: Carlo Rola (Kinofilm)
- 2002: Nick Knatterton – Der Film (zus. mit Uwe Kossmann) – Regie: Nicki List (Kinofilm)
- 2004: Die Kinderanwältin – Regie: Helmut Metzger
- 2005: Mein Traum von Afrika – Regie: Thomas Jacob
- 2006: Heimweh nach drüben – Regie: Hajo Gies
- 2007: Einmal Dieb, immer Dieb – Regie: Michael Kreindl
- 2009: Schwarzwaldliebe – Regie: Uwe Wilhelm
- 2010: Tatort: Heimatfront – Regie: Jochen Alexander Freydank
- 2010: Der Winzerkrieg – Regie: Peter Sämann
- 2015: Polizeiruf 110 – Ikarus – Regie: Peter Kahane
- 2015: Grenzgänger – Regie: Jakob Ziemnicki

und mehr als 100 Folgen Marienhof, Wolffs Revier, Die Straßen von Berlin, Heiter bis tödlich: Nordisch herb und Heiter bis tödlich: Hauptstadtrevier.

## Theaterstücke
- 1994: „SOS-Mayday“ UA 10. Mai 1994 mit Silvia Rachor und Max Herbrechter im Stükke-Theater. Weitere Aufführungen in Kiel, Ulm, Freiburg.
- 2012: „Fritz!“ UA 12. Januar 2012, im Auftrag des Hans-Otto-Theaters Potsdam anlässlich des 300. Geburtstages von Friedrich der Große.

## Sachbuch
- Piraten – Auslaufen zum Kentern! Wie man eine Partei erfolgreich versenkt. Lübbe, Köln 2013, ISBN 978-3-7857-6090-1.

## Produzententätigkeit
Nach zehn Jahren als Drehbuchautor gründete Uwe Wilhelm 1999 zusammen mit einem Partner eine Stoffentwicklungsfirma.

## Musik
- 1977: Rocktheater conKurs (zus. mit Holger Steudemann)
- 2007: Du bist meine Mama (Text & Musik), Mädchenchor Mermaids